# 費爾哈芬 (加利福尼亞州)
費爾哈芬（英語：Fairhaven）是位於美國加利福尼亞州洪堡縣的一個人口普查指定地區。

## 地理
費爾哈芬的座標為40°47′06″N 124°12′10″W / 40.78500°N 124.20278°W，而該地最高點為海拔高度3米（即10英尺）。

## 人口
根據2010年美國人口普查的數據，費爾哈芬的面積為5.00平方千米，當中陸地面積為5.00平方千米，而水域面積為5.00平方千米。當地共有人口500人，而人口密度為每平方千米100人。